# ラファエル・オニェディカ
ラファエル・オニェディカ・ンワディケ（Raphael Onyedika Nwadike、2001年4月19日 - ）は、ナイジェリア・イモ州出身のサッカー選手。クラブ・ブルッヘ所属。ポジションはMF。

## クラブ経歴
15歳でナイジェリアにあるFCエベデイというサッカークラブに加入するまで、ストリートサッカーで技術を磨いていた。18歳の誕生日を迎えた2019年、エベデイと提携関係を結んでいたFCミッティランに引き抜かれた。2020年7月1日、ミッティランと2025年までのプロ契約を結ぶと、同年8月19日、2020-21シーズンはFCフレゼリシアにレンタル移籍されることが決定した。
レンタルバック後の2021-22シーズンからミッティランのトップチームに昇格し、シーズンのリーグ戦全試合に出場した。
2022年8月22日、クラブ・ブルッヘに移籍し、5年契約を交わした。

## 代表経歴
2022年9月27日、アルジェリア代表との親善試合にて、85分にフランク・オニェカとの途中交代でナイジェリア代表デビューを飾った。